# Charlotte Amalie - fruer & friller
Charlotte Amalie - fruer & friller er en dansk kortfilm fra 2005, der er instrueret af Lissen Dirckinck-Holmfeld. 

## Handling
Året er 1663. Stedet Hessen-Kassel. Hovedpersonen, Charlotte Amalie, er en yndig, tysk prinsesse på 13 år, der elsker at ride.
Denne historiske novellefilm for børn og unge fortæller om Charlotte Amalies liv (1650-1714) fra ubekymret ungdom i Hessen Kassel, til hun bliver dronning af Danmark og skænker riget en tronarving i 1671.
Charlotte Amalie
- er 16 år, da hun indgår et arrangeret ægteskab med den danske kronprins Christian. Hun er reformert, den danske kongefamilie er protestanter. 
- må kæmpe en hård kamp for at vinde sin konge og sin plads i familien fra sin magtsyge svigermor Sofie Amalie. 
- og Christian 5. indgår kort efter brylluppet den aftale, at når han får en søn, så får hun en kirke. Og det får Charlotte Amalie, lige overfor Rosenborg Slot i København byggede Christian Den reformerte Kirke, og her ligger den endnu.